# Вальдес, Хуан де
Хуан де Вальде́с  (исп. Juan de Valdés; род. ок. 1509, Куэнка, Кастилия — 1541, Неаполь) — испанский религиозный писатель эпохи Возрождения, причастный к течению Реформации в Италии. Многие из его последователей были осуждены инквизицией как еретики.

## Биография
Младший из двух близнецов Фернандо де Вальдеса, Хуан родился около 1509 года в Куэнке. Был наследственным регидором Куэнки в Кастилии. Его брат Альфонсо (ум. 1532, Вена) входил в свиту императора Карла V, был при его коронации в Ахене (1520), латинским секретарем государства (1524).

### Испанский период
Учился, вероятно, в университете Алькалы и впервые стал известен как автор опубликованного анонимно сочинения, политико-религиозного «Диалог Меркурия и Харона» (Diálogo de Mercurio y Caron), написанного в Испании в 1521 году и опубликованному с знаменитым Lactancio его братом Альфонсо около 1528 года.
В «Диалоге» он обрушивается на недостатки политики и религии, а также коррупцию церкви. Персонажи разговаривают с душами усопших их религиозную жизнь и дела мира, который они только что покинули. Процессия странная: епископы, кардиналы, короли, теологи, все ещё полные ощущения своей собственной значительности, вдруг попадают в атмосферу непобедимой истины. Есть и другие (по большей части женщины) чьи труды на земле более ценны. Последней идет монахиня. Харон говорит: «не видишь, что это монашка? если начнет говорить, никогда не замолкнет!». Пассаж из этой работы, возможно, фигурирует в совете Дон Кихота к Санчо Пансе об назначении его на губернаторство.
Вскоре после его публикации в 1530 году Вальдес бежал из Испании, где суровей всего относились к идее Реформации.

### Итальянский период
В 1530 году он бежал в Неаполь, а в 1531 г. он переехал в Рим, где мирились с его критическим отношением к католицизму, потому что в своем «Диалоге» он подтвердил законность брака Генриха VIII с Екатериной Арагонской, несмотря на новую свадьбу того с Анной Болейн. 12 января 1533 г. он писал из Болоньи, где находился при папе Клементе VII.
С осени 1533 г. Неаполь стал местом его постоянного проживания. Своё имя он итальянизировал, превратив в Valdésso и Val d’Esso. Путаница с его братом Альфонсо привела, видимо, к указаниям на факт, что император доставил ему назначение секретарем Педро де Толедо, вице-короля Неаполя – никаких указаний на то, что Хуан занимал какие-либо официальные посты, тем не менее, нет. Его дом в Кьяйе (Chiaja) стал центром литературного и религиозного кружка, его беседы и сочинения, которые циркулировали в списках, зарождали в последователях желание к духовному возрождению Церкви.
С апреля 1534 по сентябрь 1536 г. Вальдес занимался научным изучением испанского языка, создав труд под названием «Dialogo de la lengua».
Педро де Толедо положил через своего брата архиепископа фра Гиа де Толедо конец этим сборищам в Кьяйе. Вскоре после этого в 1541 г. Вальдес заболел лихорадкой и умер. Пьерантонио ди Капуа, архиепископ отрантский, присутствовал при его болезни. Своим душеприказчиком он назначил свою верную последовательницу Джулию Гонзага, которая позже много сделала для перевода и опубликования его работ.

## Кружок Вальдеса
В Неаполе Вальдес жил в поместье Кьяйя в окрестностях города. У него был обычай принимать по воскресеньям ряд самых близких друзей. День начинался с простого завтрака, после этого они гуляли в саду и наслаждались изысканными видами. Затем они возвращались в дом и Вальдес читал вслух «Божественные рассуждения». После ужина они отпускали слуг и разговаривали на религиозную тематику.
В его кружок входили Джулия Гонзага, Виттория Колонна, Констанца д'Авалос (герцогиня Амальфи), её родственница Катерина Чибо (герцогиня Камерино, её дядьями было трое пап — Иннокентий VIII, Лев Х и Клемент VII), Изабелла Брисенья Манрике (жена Гарсия Манрике, губернатора Пьяченцы и невестка знаменитого инквизитора Манрике) и другие, в том числе отрантский архиепископ Пьетрантонио ди Капуа, епископ Капо д’Истрия Пьетро Паоло Верджерио, Бартоломмео Спадафоро Мессинский, Маркантонио Фламинио (поэт и переводчик Вальдеса на итальянский), Джан Франческо д’Алоис «Иль Касерта», Джангалеаццо Караччиоло (племянник Павла IV), Донато Рулло (друг кардинала Поула), академик Марио Галеотто, дон Плачидо де Сангуине (принципал академии Серени), Пётр Мартир Вермильи и другие, в том числе Пьетро Карнесекки, Д. Германо Минадуа и Сигизмондо Миньоз — губернаторы Госпиталя Incurabiles.
Имел большое влияние на Бернардино Окино, позже бежавшего из Италии, которому давал темы для проповедей. Пьетро Карнесекки, позже сожженый инквизицией, познакомился с Вальдесом в Неаполе (1540). Льоренте обнаруживает следы влияния Вальдеса у Таулера, впрочем, оно не могло быть прямым. Также он находился в связи с анонимным автором Del Benefizio di Gesii Cristo Crocefisso.
Его смерть рассеяла ряды его последователей, которые утратили веру в обновление католицизма.

## Сочинения Вальдеса
- «Диалог между Меркурием и Хароном»
- «Diálogo de la lengua» (1535)
- Общество Джулии Гонзага и его друзей вдохновило его на более ясное религиозное учение, и он написал свой «Alfabeto Cristiano» в форме диалога между ним и Джулией. Список рукописи циркулировал между их друзьями как образец превосходной христианской проповеди. На итальянский язык с испанского его перевел Маркантонио Магно, управляющий делами Джулии.
- Из бесед в Кьяйе возникла книга «Le cento et dieci divine consideratione», сначала на испанском, затем её перевели на итальянский. Рукопись гуляла среди последователей, её опубликовали в Базле в 1550  20 лет спустя усилиями Пьетро Паоло Вергерио, епископа Каподистры, который привез рукопись в Гамбург в 1558.
- Он перевел с еврейского и греческого на испанский фрагменты Библии (псалмы и евангелие от Матфея) и написал краткие комментарии на Послания Павла к Коринфянам и к Римлянам. Почти все эти сочинения посвящены Джулии Гонзага.

Многие из его сочинений были переведены на итальянский язык и курсировали в рукописях. Они демонстрируют большую оригинальность и проникновенность, сочетая тонкую полумистическую духовность с сильным обаянием автора.